# ヘビトンボ目
ヘビトンボ目（Megaloptera）は昆虫の目。ヘビトンボ等が属す。全世界で約300種が知られる。
かつてはラクダムシ目とともにアミメカゲロウ目（Neuroptera）に含まれていたが、今日では独立した目とされている。ただし、古い分類ではアミメカゲロウ目のヘビトンボ亜目となる。

## 特徴
成虫は静止する時は翅を屋根形にたたむ。幼虫は水生で、腹部に気管鰓を持つ。幼虫は捕食性であり、強大な顎を持つ。蛹になる際は岸に上がり、陸上の土の中や石の下、コケや朽木の中に穴を掘る。
Acanthacorydalis fruhstorferiは翼開長が21.6cmになり、世界で最大の翼開長の水生昆虫である。

## 主な日本産の種
日本産の主な種。
- ヘビトンボ科　Corydalidae
  - ヘビトンボ Protohermes grandis
  - ヤマトクロスジヘビトンボ Parachauliodes japonicus
- センブリ科 Sialidae
  - クロセンブリ Sialis melania
  - ネグロセンブリ Sialis japonica